# Klein sterrenscherm
Klein sterrenscherm (Astrantia minor) is een plantensoort die behoort tot de schermbloemenfamilie (Apiaceae). Oud-nederlandse bronnen hanteren wel de naam "klein sterrekruid".

## Uiterlijk
Klein sterrenscherm is een bloeiende plant die vaak een hoogte bereikt van 15-40 cm. Alleen het onderste deel van de steel is vertakt en bevat bladeren. Elk bloemscherm heeft 30-40 witte tot cremekleurige bloemen. De soort verschilt van groot sterrenscherm door het kleinere formaat en een andere bladvorm.

## Habitat
De soort komt voor bij beken en op open plekken tussen de gewone alpenroos, op alpiene en subalpiene bodem. De plant groeit op een hoogte van ongeveer 2000 meter en bloeit van juli tot augustus.

## Verspreiding
De soort komt van nature voor in berggebieden in Centraal- en Zuid-Europa (Frankrijk, Zwitserland, Italië en Spanje). In Spanje is de soort alleen te vinden in de Pyreneeën, Catalonië en Huesca.

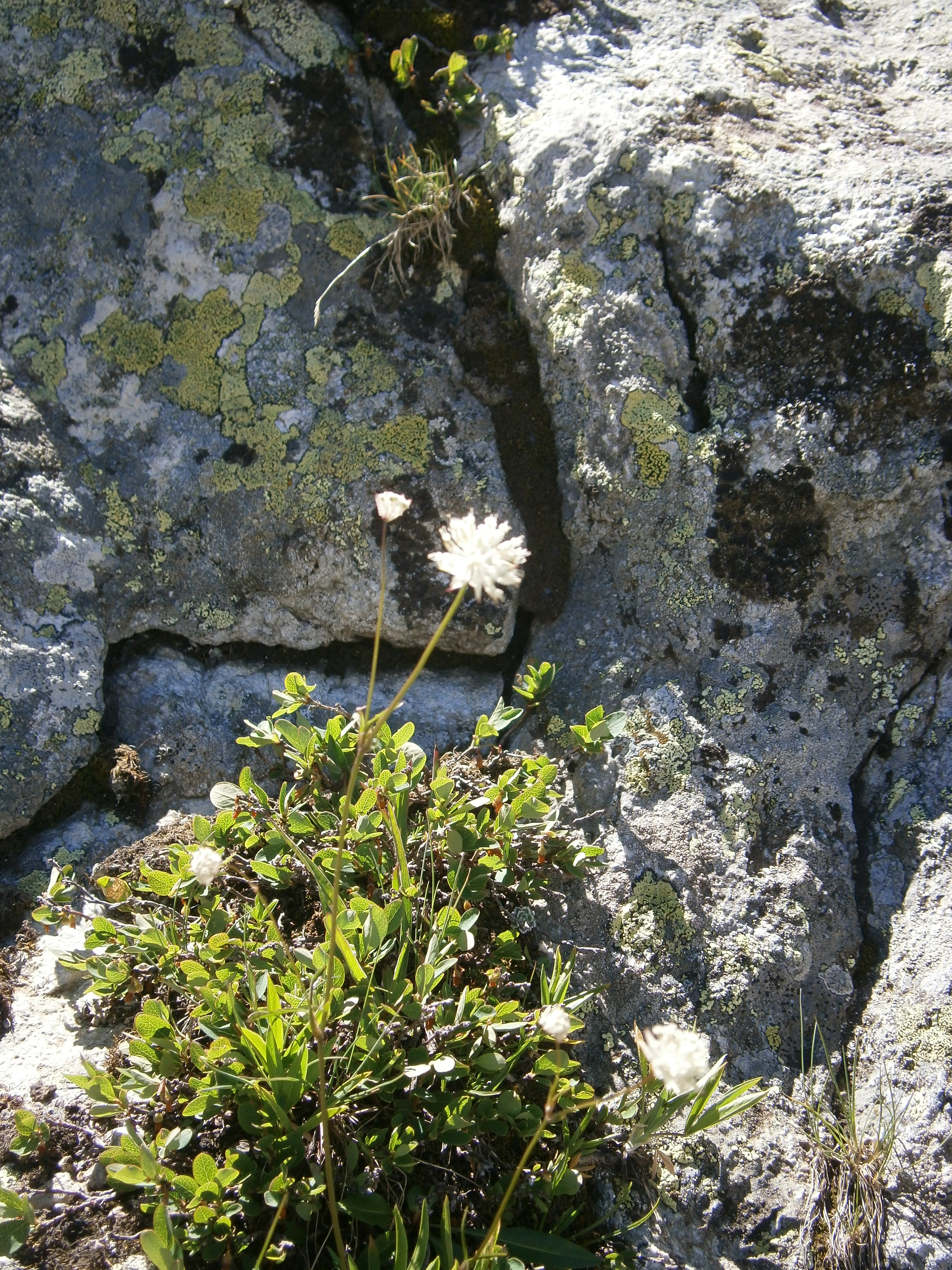
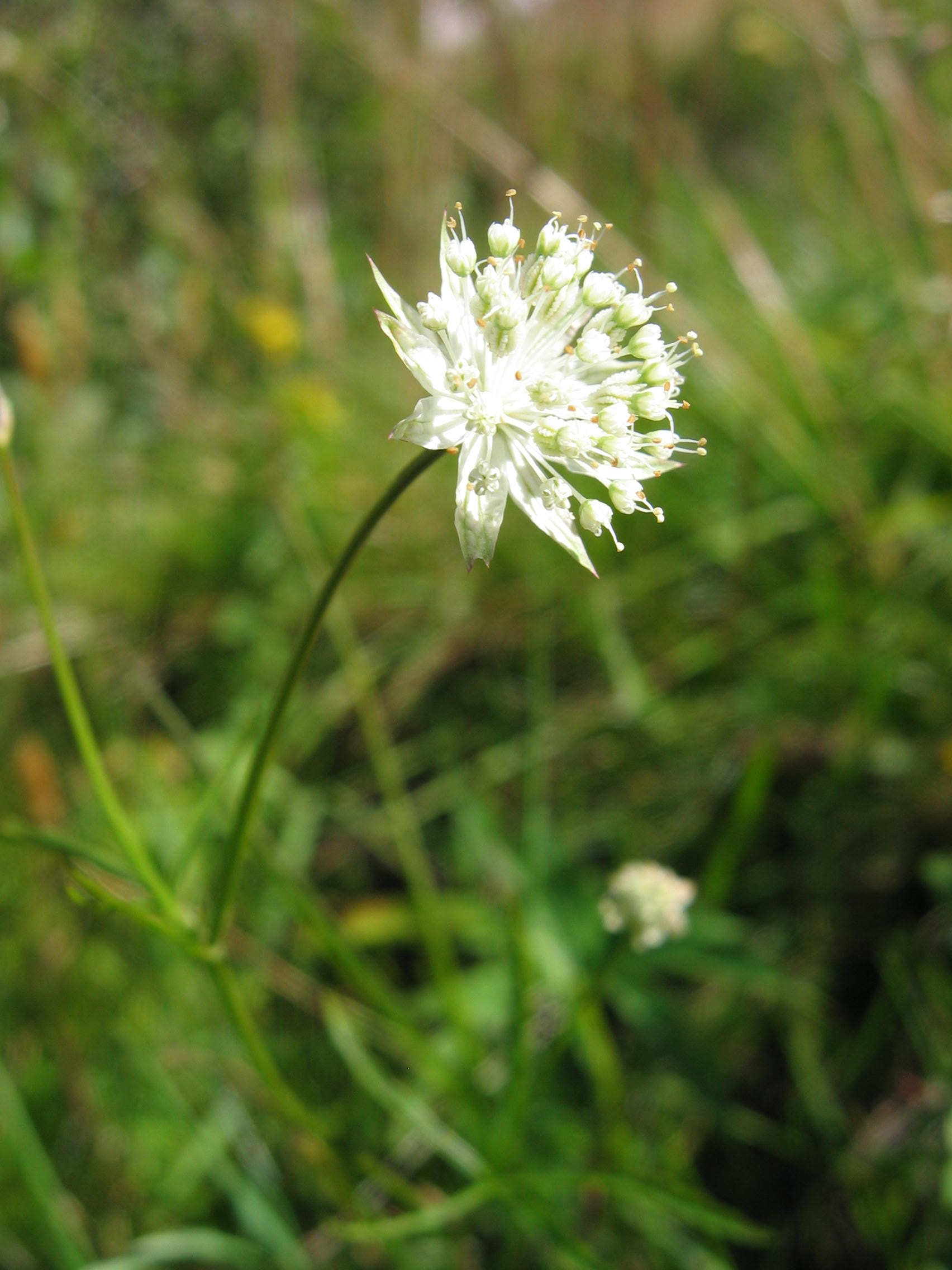
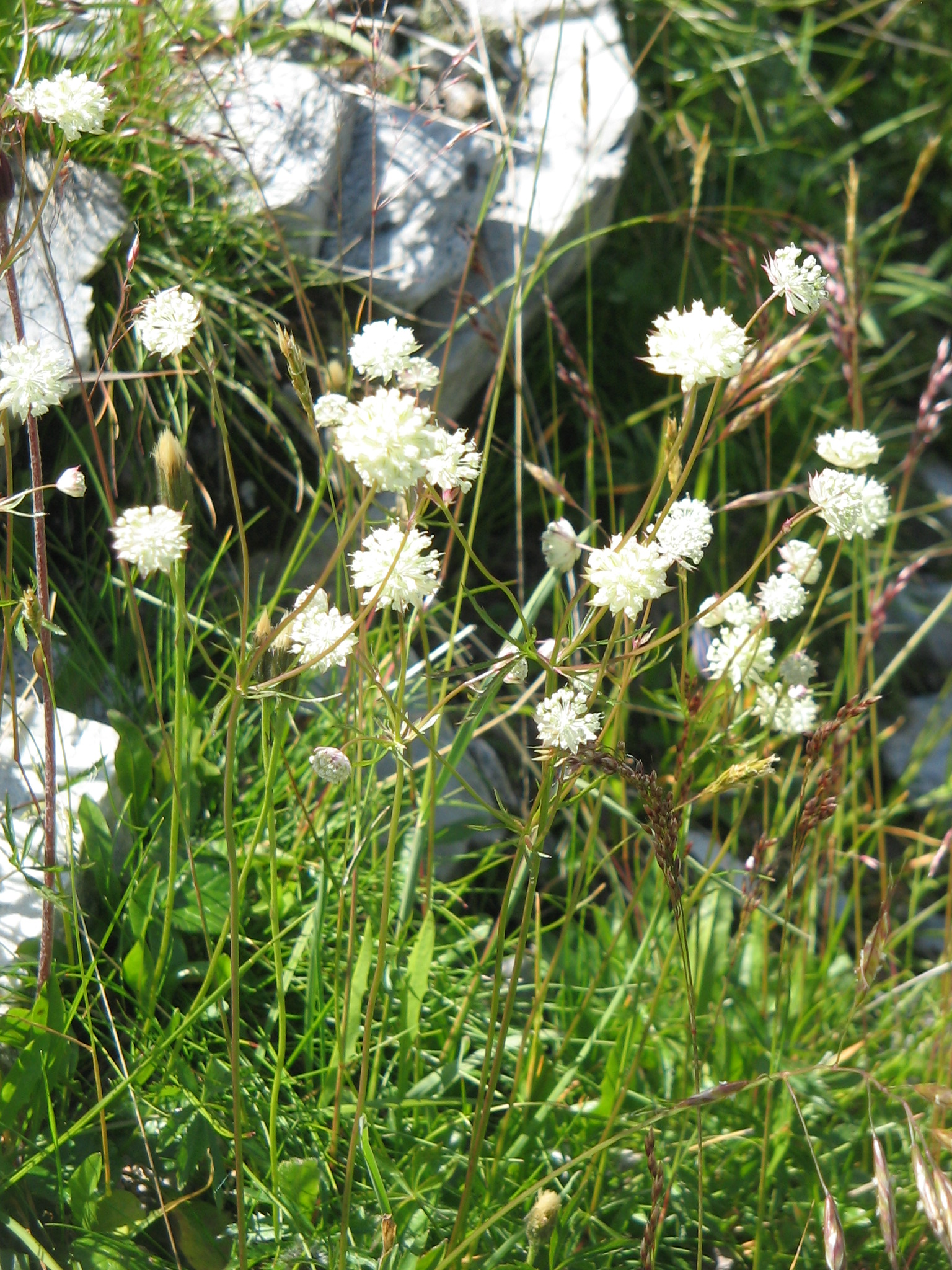